# Girlyn Miguel

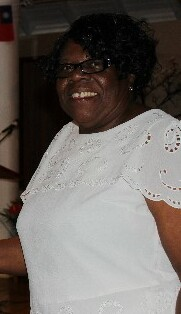
Girlyn Miguel

Girlyn Miguel CMG (* 1948) ist eine Pädagogin und Politikerin in St. Vincent und den Grenadinen, die von 1998 bis 2015 im Parlament von St. Vincent und den Grenadinen war. Als Mitglied der Unity Labour Party fungierte Miguel auch als Deputy Prime Minister (2010–2015) und war damit die erste Frau in dieser Position.

## Leben

### Jugend und Karriere
Miguel wurde 1948 in Mesopotamia auf der Insel St. Vincent geboren, damals Teil der Kolonie British Windward Islands. Sie erhielt 1967 einen Abschluss an der St. Joseph’s Convent School in Kingstown und begann an der staatlichen Schule in Richland Park zu unterrichten. 1970 erhielt Miguel ihr Lehrer-Zertifikat vom St. Vincent Teachers College und im folgenden Jahr erhielt sie ein Canadian teaching certificate. Miguel unterrichtete an den staatlichen Schulen in Marriaqua und Belmont, bevor sie Schulleiterin an der St. Mary’s Catholic School, an der New Prospect Primary School und an der Argyle Catholic School wurde. Sie  wurde Principal der staatlichen Schulen in Richmond Hill und in Sion Hill sowie für die Kingstown Preparatory School.

### Politik
Miguel wurde in den Parlamentswahlen 1998 in das House of Assembly gewählt und vertrat den Wahlkreis Marriaqua als Mitglied der Unity Labour Party, die zu dieser Zeit in Opposition zur regierenden New Democratic Party stand. Miguel erhielt 2.504 Stimmen und besiegte damit den NDP-Amtsinhaber Bernard Wyllie, der nur 1.453 Stimmen errang. Sie wurde 2001 wiedergewählt und erhielt 2.858 Stimme im Gegensatz zum Kandidaten der NDP mit 1.435. Nach dieser Wahl hatte die ULP eine Mehrheit im Parlament und Miguel wurde zum Minister of Social Development, Cooperatives, The Family, Gender and Ecclesiastical Affairs ernannt. Nach einer Kabinettsumbildung im Februar 2003 wurde Miguel Minister of Agriculture, Forestry and Fisheries;  Um jedoch Miguels Mangel an Erfahrung auf diesem Gebiet auszugleichen, wurde das Landwirtschaftsministerium vereinfacht und Aufgaben wie Landvermessung auf andere Ministerien übertragen.
Miguel wurde in den Wahlen 2005 mit 2.695 Stimmen wiedergewählt (NDP 1.438). Nach ihrer Wiederwahl wurde Miguel als Minister of Education eingesetzt. Sie gewann erneut die Wahlen 2010 (2.522 Stimmen, NDP 1.954 Stimmen). Im Dezember 2010 wurde Miguel zum Deputy Prime Minister ernannt und war damit die erste Frau in dieser Position. Miguel trat für die Wahlen 2015 nicht mehr an. Nach ihrem Ausscheiden aus dem Amt fungierte Miguel noch als Vorstandsvorsitzende der Central Water and Sewerage Authority. Im Rahmen der New Year Honours 2019 wurde Miguel durch Königin Elisabeth II. in Anerkennung ihrer Verdienste um Politik, Bildung, Gemeinschaft und die Stärkung der Frauen als Companion des Order of St Michael and St George ausgezeichnet.

### Amtszeit
Während ihrer gesamten politischen Karriere konzentrierte sich Miguel hauptsächlich auf Fragen im Zusammenhang mit Bildung. Während ihrer Amtszeit als Bildungsministerin förderte sie einen bedeutenden Ausbau des Bildungssystems in St. Vincent und den Grenadinen, und währenddessen sank die Schulabbrecherquote auf unter 1 %. Sie unterstützte auch Investitionen der taiwanesischen Regierung in St. Vincent und den Grenadinen und traf sich häufig mit taiwanesischen Beamten, die 2015 Stipendien für 415 vinzentinische Schüler an örtlichen Schulen finanzierten.
Obwohl Miguel sich während ihrer Amtszeit als Ministerin für soziale Entwicklung für eine bessere Behandlung von Frauen einsetzte, wurde sie nach einer Parlamentsdebatte im Jahr 2012 heftig kritisiert, in welcher sie erklärte, dass Frauen sich als Reaktion auf die Zunahme häuslicher Gewalt bescheiden kleiden sollten, und dass die Brüste einer Frau dazu verwendet werden sollten, „die Kinder zu stillen und ihren Ehemann zu trösten“ („suckle the young and to comfort her husband“).